# Зеница ока (фильм, 1976)
Зеница ока (кирг. Көздүн кареги) — художественный фильм, снятый режиссёром Геннадием Базаровым на студии Киргизфильм в 1976 году.

## Сюжет
Эркин давно живёт в Москве. С Москвой его связывает не только профессия, но и любовь, друзья, привязанность к столице и привычному образу жизни.
После смерти отца, родственники уговаривают Эркина вернуться в родные края, к своим корням. По их мнению, Эркин живя вдали от родных мест, стал пренебрегать традициями и обычаями, памятью предков, Родиной. Они считают что место Эркина — в родном аиле (ауле).
Эркин колеблется и, погружается в раздумья. Он вспоминает свое прошлое и, анализирует совершенные ошибки.
Мать Эркина приехав в Москву, знакомится с жизнью сына. Она видит, что сын не стал таким, каким его представляли родственники. Она как мать поймет его. Ведь он находясь по долгу профессии в Москве, работает во благо Родины — которая в широком понимании включает необъятные просторы 
Советского Союза.

## В ролях
- Бакен Кыдыкеева — Асылкан, мать Эркина
- Болот Бейшеналиев — Эркин
- Светлана Данильченко — Саша, жена Эркина
- Советбек Джумадылов — Сарымсак, дядя Эркина
- Мария Курманалиева — Зуура
- Гульмира Конгурбаева — Анара, сестра Эркина
- Суйменкул Чокморов — отец Эркина
- Роман Хомятов — Глебов, друг Эркина
- Орозбек Кутманалиев — Таяк
- Бакы Омуркулов — чабан
- Мамлакат Кылычева — связистка
- Алиман Джангорозова — старуха
- Клара Юсупжанова — жена чабана
- Виктор Лазарев — Алексей Иванович
- Ира Баранова — дочь Эркина
- Медер Сыдыков — Эркин в детстве

В эпизодах: Жээнбек Мукамбетов, Медель Маниязов, Жекшенаалы Арсыгулов, М. Султанова,
Т. Булавина.
Не указаны в титрах: Капитолина Ильенко, Комаки Курихара, Витторио Гассман.

## Над фильмом работали
- Режиссёр — Геннадий Базаров
- Сценаристы — Ашим Джакыпбеков, Леонид Дядюченко
- Оператор-постановщик — В. Виленский
- Оператор — В. Котов
- Звукооператор — А. Полканов
- Композитор — К. Молдобасанов
- Художник — С. Агоян
- Художник по костюмам — М. Абдиев
- Художник-гримёр — В. Белякова
- Фотохудожник — А. Фёдоров

## Прочее
На X Всесоюзном кинофестивале (1977 г. Рига) Бакен Кыдыкеева была удостоена диплома за исполнение роли Асылкан.